# Cresent Hardy
Pour les articles homonymes, voir Hardy.
Cresent Leo Hardy, né le 23 juin 1957 à Mesquite (Nevada), est un homme politique américain membre du Parti républicain. Il est représentant du Nevada à la Chambre des représentants des États-Unis de 2015 à 2017.

## Biographie
Cresent Hardy est conseiller municipal de sa ville natale, Mesquite, de 1997 à 2002. En 2010, il est élu à l'Assemblée du Nevada, où il siège de 2011 à 2014.
Lors des élections de 2014, il est candidat à la Chambre des représentants des États-Unis dans le 4e district du Nevada. Il l'emporte face au représentant démocrate sortant Steven Horsford avec 48,5 % des voix contre 45,8 % au démocrate, soit 3 622 voix d'écart. La défaite de Horsford est considérée par certains journalistes comme une surprise. En pleine vague républicaine, Hardy arrive à remporter un siège où Barack Obama avait remporté 54 % des suffrages deux ans plus tôt. Il bénéficie notamment d'une plus forte participation des zones rurales de la circonscription, acquises aux républicains.
Il est candidat à sa réélection en 2016. Il est considéré comme l'un des représentants sortants les plus vulnérables du pays. En effet, les démocrates sont plus nombreux que les républicains dans le district, la participation sera plus élevée en raison de la concomitance de l'élection présidentielle et la candidature de Donald Trump risque de mobiliser l'électorat hispanique, qui représente 30 % de la population, en faveur des démocrates. Hardy est finalement battu par Ruben Kihuen, qui rassemble 48,5 % des voix contre 44,5 % pour le républicain,.
Deux ans plus tard, Kihuen ne se représente pas en raison d'accusations de harcèlement. Hardy se porte alors candidat pour reconquérir son ancien siège. Il remporte la primaire républicaine avec environ 47 % des voix, son principal concurrent David Gibbs étant à 19 %. En novembre 2018, il affronte à nouveau Steven Horsford, vainqueur de la primaire démocrate. Dans une circonscription qui a donné cinq points d'avance à Hillary Clinton en 2016, Horsford est considéré comme favori. Malgré le soutien du vice-président Mike Pence qui vient faire campagne à ses côtés, Hardy est battu par le démocrate avec 43,7 % des suffrages (contre 51,9 %).